# Resolució 2412 del Consell de Seguretat de les Nacions Unides
La Resolució 2412 del Consell de Seguretat de les Nacions Unides fou adoptada per unanimitat el 23 d'abril de 2018. El Consell, recordant les resolucions 2024 (2011) i 2075 (2012) sobre el suport de la UNISFA al Mecanisme de Verificació i Seguiment Conjunt de Fronteres a Abyei, va acordar ampliar el mandat de la Força Provisional de Seguretat de les Nacions Unides per a Abyei (UNISFA) fins al 15 d'octubre de 2018. També va decidir mantenir el sostre de tropes autoritzat d'UNISFA de 4.791 efectius fins al final del mandat, i a partir d'aquesta data, el límit màxim es reduiria a 4.250 efectius.
El Consell també va acordar que aquesta seria l'última extensió de la Missió fins que les dues parts prenguessin diverses passos mesurables relacionats amb l'establiment d'una Zona de frontera segura desmilitaritzada i l'establiment de passos fronterers addicionals, així com celebrar almenys dues reunions amb la Comissió Mixta de Fronteres i el Comitè Conjunt de Demarcació.